# Walden, Colorado
Walden är administrativ huvudort i Jackson County i Colorado. Orten har fått sitt namn efter bosättaren Marcus A. Walden. Enligt 2010 års folkräkning hade Walden 608 invånare.